# Louis Ducis
Louis Ducis (1775 – 1847) è stato un pittore francese, nipote di Jean-François.

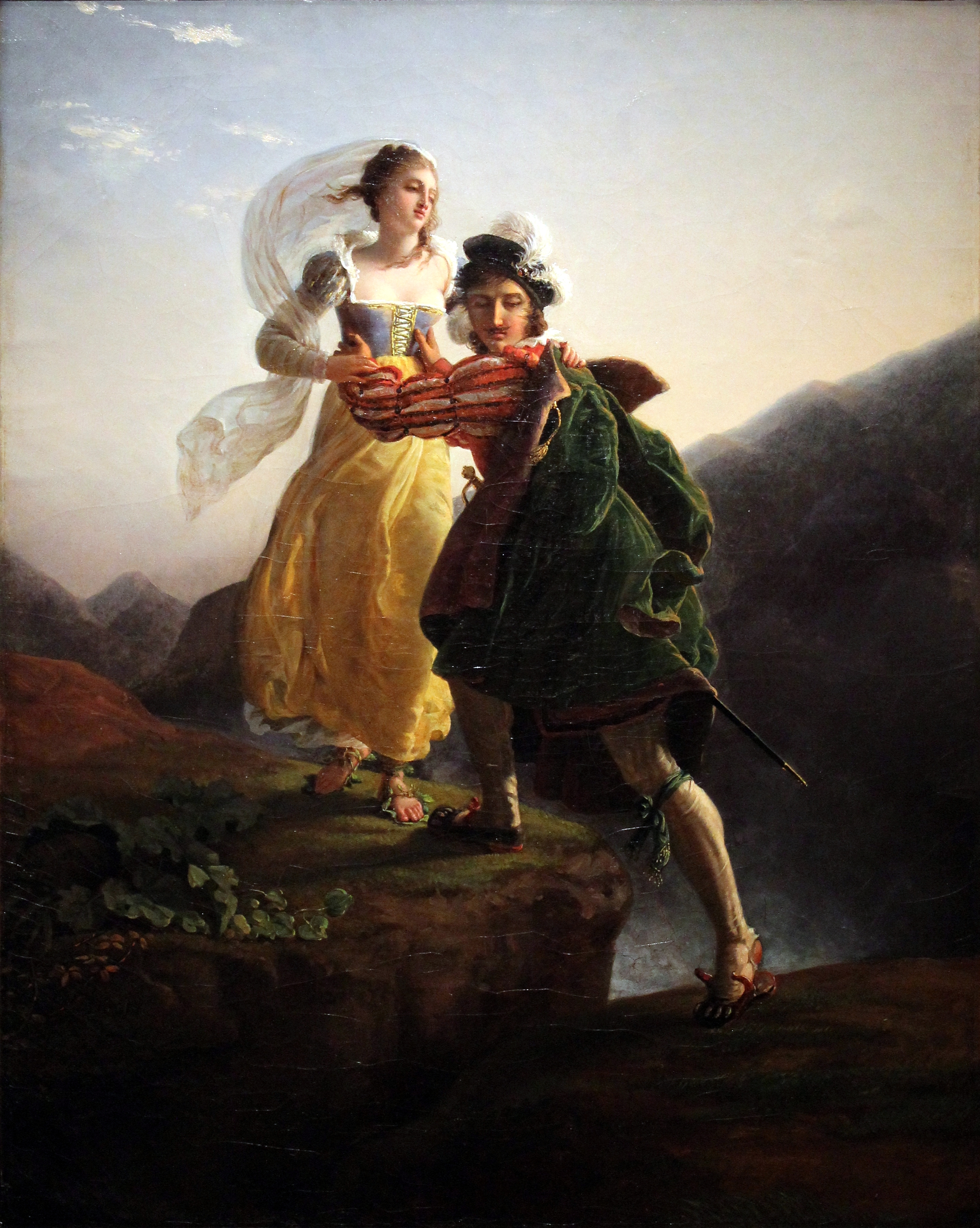
Louis Ducis, Bianca Cappello e il suo amante scappano verso Firenze attraverso gli Appennini, 1824

Fu allievo di Jacques-Louis David e imitatore nell'arte classicheggiante di questi.

## Opere
- Portrait de groupe de la famille Saron (Salon de 1804, passé en vente publique chez Christie's en 2010)
- Orphée et Eurydice (Salon de 1808, collection privée)
- L'origine de la peinture: Dibutade, inspirée par l'amour, fixe sur la muraille l'ombre de son amant (Salon de 1808, collection privée)
- L'empereur Napoléon I sur la terrasse du château de Saint-Cloud entouré des enfants de sa famille (1810, Musée national des châteaux de Versailles et de Trianon)
- Portrait de Caroline Murat (1811, Attingham Park, Shropshire)
- Les sœurs Allart (vers 1815, coll. Société Chateaubriand)
- Sappho ramenée à la vie par le charme de la musique (1811,  commande du général Jean Rapp, Norton Simon Museum en Californie)
- François 1er armé chevalier par Bayard (1817, Château de Blois)
- La Mort du Tasse au couvent de Saint-Onuphre et Le Tasse dans sa prison visité par Montaigne (1819, Musée des beaux-arts de Pau)
- Van Dyck peignant son premier tableau (1819, Musée de l'Évêché de Limoges)
- La Sculpture ou Properzia de Rossi terminant son dernier bas-relief (1822, Musée de l'Évêché de Limoges)
- Marie Stuart faisant de la musique (1822, Musée de l'Évêché de Limoges)
- Le Tasse lisant ses vers à Léonore (1823, Musée de l'Évêché de Limoges)
- Louis XVIII assiste des Tuileries au retour de l'armée d'Espagne. 2 décembre 1823 (1824, Musée national des châteaux de Versailles et de Trianon)
- Visite du roi et de la reine de Naples au Château de Saint-Cloud (1830, Musée de l'Ile de France à Sceaux)
- Jean-Francois Ducis (1733-1816) prédisant l'avenir de l'acteur Talma (1833, Comédie Française)
- Portrait de Stendhal (1835, fonds Bucci, Bibliothèque Sormani à Milan)
- Portrait d'un chirurgien militaire devant un campement (1838, passé en vente publique à l'Hôtel Drouot en 2009)
- Portrait de la mère du poète J.F. Ducis (Musée Lambinet)
- Jésus portant sa croix (Château de Compiègne)
- Charles IX, roi de France + 1574 (d'après François Clouet, Musée Louis-Philippe du château d'Eu)